# Csaba Bőhm
Csaba Bőhm, född, 21 juli 2000, är en ungesk modern femkampare.

## Biografi
Vid VM i modern femkamp 2024 tog Bőhm guld. Hon är kvalificerad att delta vid OS 2024.